# Martin Šmída
Martin Šmída (* 11. června 1985) je český manažer a politik, v letech 2016 až 2018 a opět od roku 2024 místopředseda České pirátské strany, v letech 2020 až 2024 zastupitel a radní Olomouckého kraje, v letech 2014 až 2022 zastupitel obce Majetín na Olomoucku.

## Život
Vystudoval bakalářský obor manažerská informatika na Vysokém učení technickém v Brně a následně navazující obory ekonomika a řízení podniku a realitní inženýrství na Fakultě podnikatelské a Ústavu soudního inženýrství téže školy (získal dva tituly Ing.).
Už během studia pořádal v Olomouci punk-rockový festival RECYKL FEST. V současnosti pracuje v oblasti recyklace bio-odpadu (kompostování) a stavebního odpadu a každoročně pořádá festival svobodné kultury KYTARY IN MAJETIN. Působí jako zpěvák a textař v punkové kapele a herec a režisér v ochotnickém divadle.
Martin Šmída žije v obci Majetín na Olomoucku. Od roku 2011 je ženatý, s manželkou Evou mají jednu dceru a jednoho syna.

## Politické působení
Je členem České pirátské strany, v letech 2013 až 2016 předsedal jejímu krajskému sdružení v Olomouckém kraji. Dne 2. dubna 2016 byl na zasedání Celostátního fóra Pirátů v Olomouci zvolen 2. místopředsedou strany (funkci zastával do listopadu 2017, kdy byl zvolen do republikového výboru Pirátů). Je také členem mediálního odboru Pirátů a člen místního sdružení Pirátská Tvrz.
Do komunální politiky vstoupil, když byl ve volbách v roce 2014 zvolen za Piráty zastupitelem obce Majetín na Olomoucku. Působil jako člen Kontrolního výboru a redakční rady obecního zpravodaje Zprávy z Majetína. V roce 2018 obhájil svůj mandát v zastupitelstvu obce Majetín a stal se členem stavební komise. Ve volbách v roce 2022 již nekandidoval.
V krajských volbách v roce 2012 kandidoval ještě jako nestraník za Piráty do Zastupitelstva Olomouckého kraje, ale neuspěl. V krajských volbách v roce 2016 byl z pozice člena Pirátů lídrem kandidátky subjektu „Piráti + Změna + ProRegion → Kraj nové generace“ v Olomouckém kraji, ale neuspěl. V krajských volbách v roce 2020 byl z pozice člena Pirátů zvolen na společné kandidátce hnutí STAN a Pirátů zastupitelem Olomouckého kraje. Na konci října 2020 se stal radním kraje. V září 2023 byl zvolen lídrem kandidátní listiny „Piráti s podporou ProOlomouc, Společně pro Přerov, Naše Litovelsko a osobností z regionu“ v krajských volbách v roce 2024. Uskupení však ve volbách propadlo, když získalo jen 4,48 % hlasů, mandát tak neobhájil. Krátce poté byl však na sjezdu strany v listopadu 2024 zvolen 1. místopředsedou strany.
Stejně tak neuspěl ve volbách do Poslanecké sněmovny PČR v roce 2013, v nichž kandidoval jako člen Pirátů v Olomouckém kraji. V parlamentních volbách 2017 kandidoval z 2. místa a stal se 1. náhradníkem. 
Ve volbách do Poslanecké sněmovny PČR v roce 2025 je lídrem Pirátů v Olomouckém kraji.